# Kasulo
Kasulo – miasto w północno-zachodniej Tanzanii w regionie Kagera. Liczy 142 670 mieszkańców.